# Microlicia crebropunctata
Microlicia crebropunctata är en tvåhjärtbladig växtart som beskrevs av Pilg.. Microlicia crebropunctata ingår i släktet Microlicia och familjen Melastomataceae. Inga underarter finns listade i Catalogue of Life.